# Pećinci
Pećinci (en serbe cyrillique : Пећинци) est une localité et une municipalité de Serbie situées dans la province autonome de Voïvodine. Elles font partie du district de Syrmie (Srem). Au recensement de 2011, la ville comptait 2 571 habitants et la municipalité dont elle est le centre 19 675.
Pećinci est officiellement classé parmi les villages de Serbie.

## Géographie
La municipalité de Pećinci est située en Basse Syrmie, dans une sous-région portant le nom de Podlužje, caractérisée par un relief généralement plat. Elle est entourée par le territoire de la Ville de Belgrade à l'est, par les municipalités de Stara Pazova au nord-est, de Ruma au nord et à l'ouest et par la Save au sud.

## Localités de la municipalité de Pećinci

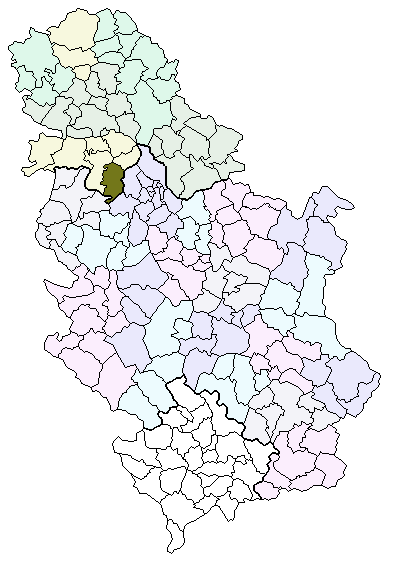
Localisation de la municipalité de Pećinci en Serbie

La municipalité de Pećinci compte 15 localités :
| - Ašanja - Brestač - Deč - Donji Tovarnik - Karlovčić - Kupinovo - Obrež - Ogar - Pećinci - Popinci - Prhovo - Sibač - Sremski Mihaljevci - Subotište - Šimanovci |

Pećinci et toutes les autres localités de la municipalité sont considérées comme des « villages » (село/selo) de Serbie.

## Démographie

### Localité

#### Évolution historique de la population dans la localité
| 1948  | 1953  | 1961  | 1971  | 1981  | 1991  | 2002  | 2011  |
| ----- | ----- | ----- | ----- | ----- | ----- | ----- | ----- |
| 1 276 | 1 299 | 1 414 | 1 700 | 2 232 | 2 422 | 2 659 | 2 571 |

## Politique
À la suite des élections locales serbes de 2008, les 30 sièges de l'assemblée municipale de Pećinci se répartissaient de la manière suivante :
| Parti                        | Sièges |
| ---------------------------- | ------ |
| Parti démocratique           | 12     |
| Parti radical serbe          | 9      |
| G17 Plus                     | 2      |
| Liste « Luki »               | 2      |
| Liste « Pour notre village » | 2      |
| Nouvelle Serbie              | 1      |
| Parti démocratique de Serbie | 1      |
| Parti socialiste de Serbie   | 1      |

Siniša Vukov, économiste et membre du Parti démocratique du président Boris Tadić, a été élu président (maire) de la municipalité, succédant ainsi à Nikola Pavković, lui aussi membre du Parti démocratique.

## Culture
Pećinci possède plusieurs institutions culturelles, dont le Centre culturel Pećinci (en serbe : Kulturni centar Pećinci), qui possède plusieurs sections (art dramatique, musique, littérature, folklore) et qui organise chaque année des manifestations comme le Mini – Tini – Fest destiné aux élèves des écoles élémentaires ou encore une colonie poétique pour les enfants. Depuis 1972, la localité possède aussi une bibliothèque nationale forte de 31 000 ouvrages, avec des antennes à Šimanovci (depuis 1985), Ašanja (depuis 2001) et Ogar. Le Musée serbe du pain (Srpski muzej hleba) a été créé en 1995 à partir des collections du peintre Jeremija et il rassemble des documents et des objets liés à la fabrication du pain dans la Serbie d'autrefois ; installé dans des bâtiments conçus par le peintre, il abrite également des peintures et des dessins de l'artiste,.

## Éducation
La municipalité possède trois écoles élémentaires (en serbe : osnovna škola). L'école Dušan Jerković Uča, installée dans ses bâtiments actuels depuis 1964, est située à Šimanovci et dispose d'antennes à Deč, Karlovčić et Sremski Mihaljevci ; en 2008-2009, elle accueillait 535 élèves ; cette école prolonge la tradition éducative du village, qui remonte à 1775. L'école élémentaire Dušan Vukasović Diogen, qui remonte à 1796, est située à Kupinovo, avec des antennes à Ašanja et Obrež,,. L'école élémentaire Slobodan Bajić Paja, dont les origines remontent à 1863, se trouve à Pećinci, avec des antennes à Brestač, Subotište, Sibač, Popinci et Prhovo ; elle accueille environ 860 élèves.
L'École technique Milenko Verkić Neša (Tehnička škola Milenko Verkić Neša), créée en 1976, est également installée à Pećinci ; elle assure des qualifications dans trois secteurs : ingénierie et métallurgie, économie, droit et administration, commerce, restauration et tourisme.

## Économie
La municipalité de Pećinci accueille de nombreuses entreprises qui, pour la plupart, sont installées dans la zone industrielle de Šimanovci.
Dans le domaine de l'industrie manufacturière, on peut citer Agena technology, une entreprise dont le siège est en Grande-Bretagne et qui fabrique des machines-outils, Kleeman liftovi, une société gréco-serbe du groupe Kleeman qui fabrique des ascenseurs, Lož, filiale d'une société slovène, vend des produits métalliques. Termomont fabrique et vend des chaudières pour le chauffage central, des chauffe-eau solaires et toutes sortes d'autres systèmes de chauffage. MGM Inženjering distribue de l'acier inoxydable et RPC Peshovich produit de la robineterie et toutes sortes de matériels en plastique. Une filiale de la société Jub, d'origine slovène, qui fabrique de la peinture, est également installée dans la municipalité. Trimo-inženjering et Europa travaillent dans le domaine de la construction. La société ID Interactive Design, installée à Subotište, fabrique du mobilier. L'industrie de la chaussure est également présente dans la municipalité, avec les sociétés Milotex et Pollino.
Le secteur de l'agroalimentaire est notamment représenté par Doncafé, une société spécialisée dans la fabrication du café ; depuis 2003, elle fait partie du groupe israélien Strauss International à travers sa branche Strauss Adriatic et, en 2007, Strauss Adriatic a investi dans la municipalité de Pećinci avec la construction d'une nouvelle usine ; un musée consacré à Doncafé a également été ouvert à Šimanovci,. Naturacoop travaille dans le tri, l'emballage et le stockage de fruits et de légumes frais et SZTR Đurđević, entreprise installée à Subotište, transforme et conserve de la viande. Fornetti mini peciva, filiale d'une multinationale à capitaux hongrois, installée dans la municipalité, fabrique et distribue de la pâtisserie industrielle et des produits boulangers salés.
Parmi les sociétés de services, on peut signaler la présence de ITM Group, une société serbe spécialisée dans la distribution, la logistique et le commerce international, et celle du groupe autrichien Lagermax AED, qui travaille dans le domaine du stockage, du transport et de la logistique. Pink International Company, dont le siège est à Belgrade, dispose d'une filiale à Šimanovci ; l'entreprise travaille dans le domaine des médias et, notamment, l'industrie du film et de la vidéo.

## Tourisme

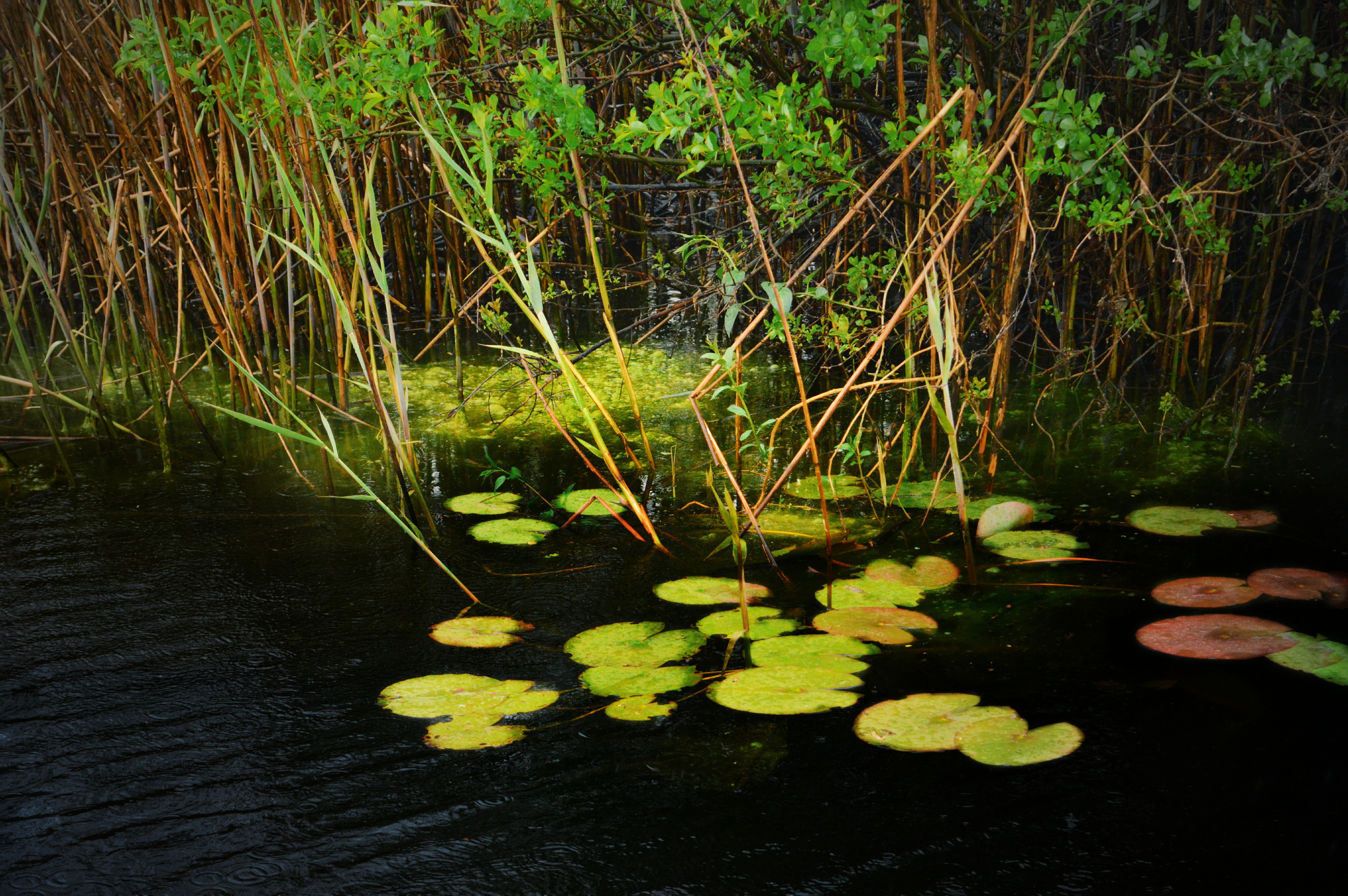
L'Obedska bara, près de Pećinci

Sur le territoire de la municipalité, à proximité des villages d'Obrež et de Kupinovo, se trouve la réserve naturelle de l'Obedska bara ; en 1977, le site a été officiellement inscrit sur la liste des sites Ramsar pour la conservation et l'utilisation durable des zones humides. L'Obedska bara été également été reconnue comme une Zone importante pour la conservation des oiseaux (ZICO) ; cette protection concerne une superficie de 230 km2.

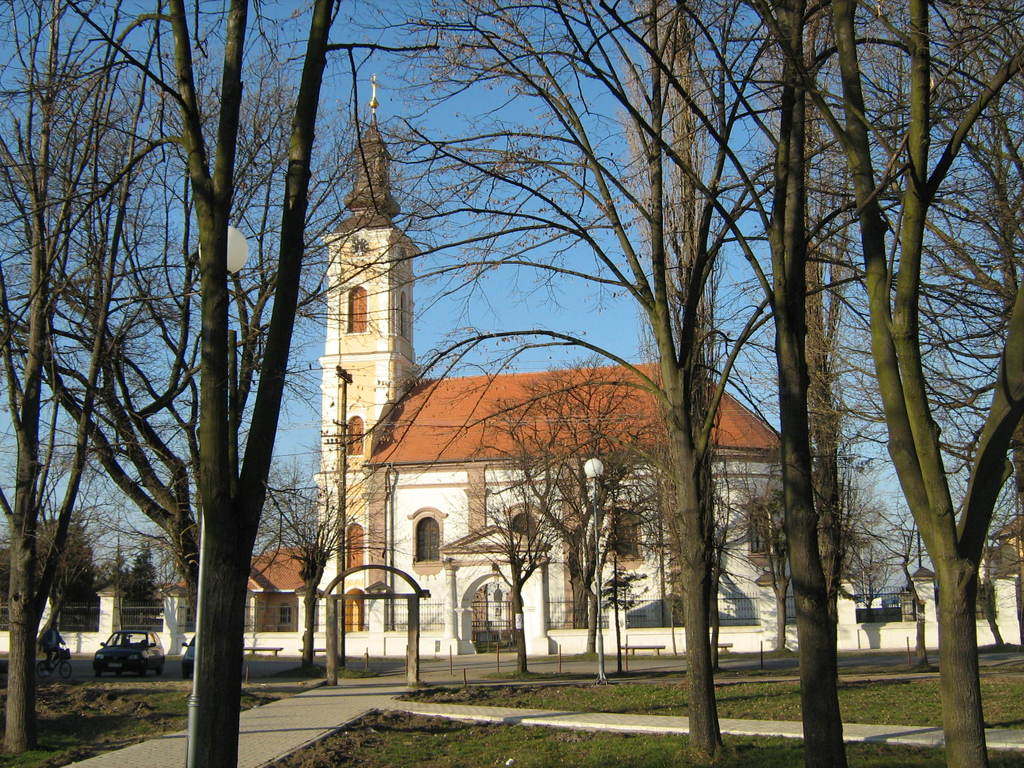
L'église de Šimanovci

Sur le plan culturel, les églises constituent l'un des atouts touristiques de la municipalité. Certaines d'entre elles, dans leur état actuel, remontent au XVIIIe siècle. L'église Saint-Luc, située dans les faubourgs sud-est de Kupinovo, a été fondée par le despote serbe Đurađ Branković au milieu du XVe siècle, ce qui en fait la plus ancienne église de confession orthodoxe au nord de la Save et du Danube ; sans doute rasée par les Ottomans comme le reste du village en 1521, elle a été reconstruite par le capitaine Mihailo Vasić entre 1726 et 1730 ; elle abrite une iconostase baroque réalisée par Jakov Orfelin en 1780. L'église Saint-Nicolas d'Ogar remonte à 1747 ; endommagée pendant la Seconde Guerre mondiale, elle a été restaurée en 1963 ; une partie de l'iconostase et des icônes de la fin du XVIIIe siècle et du début du XIXe siècle a été préservée. L'église de Brestač, dédiée à l'Archange Gabriel, date de 1750, avec un clocher érigé en 1792 ; l'édifice abrite des fresques réalisées par le peintre Stojan Aralica, qui a vécu et enseigné dans le village. L'église Saint-Nicolas de Sibač remonte à 1767 et a été décorée au XIXe siècle ; elle abrite une importante iconostase et des fresques réalisées en 1851 par le peintre Konstantin Pantelić. L'église Saint-Gabriel de Popinci a été construite en 1777 ; elle abrite de nombreuses icônes. L'église Saint-Nicolas de Pećinci, édifiée en 1777, a été plusieurs fois remaniée. L'église Saint Nicolas de Šimanovci date de 1790, avec une iconostase peinte en 1822 par Konstantin Lekić, un peintre de Zemun, et l'église de la Naissance-de-Saint-Jean-Baptiste à Subotište a été construite en 1797.
D'autres édifices religieux datent du XIXe siècle. L'église du village de Kupinovo a été construite en 1803 ; endommagée en 1944, elle n'est toujours pas restaurée. L'église de Deč, dédiée à la Sainte Ascension, remonte à la première moitié du XIXe siècle et a été construite sur des plans de l'architecte Mojsije Janković ; l'iconostase a été sculptée par Georgije Dević en 1839 et peinte par Konstantin Pantelić  en 1848 ; endommagé, l'édifice a été restauré en 1928. L'actuelle église Saint-Nicolas de Prhovo a été édifiée entre 1804 et 1806 et son iconostase a été réalisée entre 1832 et 1841 ; quatre icônes de cette iconostase sont aujourd'hui conservées dans la galerie de peintures de la Matica srpska à Novi Sad. L'église Saint-Jean-le-Théologien de Sremski Mihaljevci a été construite en 1816. L'ancienne église de Donji Tovarnik a été détruite pendant la Seconde Guerre mondiale en 1943 ; l'église actuelle, dédiée aux apôtres Pierre et Paul, date de 1971 et est caractéristique du style néo-byzantin ; six icônes et plusieurs livres religieux, imprimés en Russie aux XVIIIe et XIXe siècles, ont été préservés de l'ancien édifice. Enfin, l'église d'Ašanja, dédiée à l'Archange Gabriel, remonte à 1838 mais elle a été détruite en 1944 et seules quelques icônes ont été sauvées de l'ancienne église ; l'édifice actuel date de 1976 et il a été restauré en 2006.

## Personnalités
Le médecin, biochimiste et académicien Zoran L. Kovačević est né dans le village de Popinci en 1935. Le spécialiste de mécanique et académicien Teodor Atanacković est né en 1945 à Sibač.